# Vanja Radovanović
Pour les articles homonymes, voir Radovanović.
Vanja Radovanović (en monténégrin : Вања Радовановић), né le 28 octobre 1982, est un auteur-compositeur-interprète monténégrin.
Il a représenté le Monténégro au Concours Eurovision de la chanson 2018 avec sa chanson Inje.